# Ladino
Ladino (לאדינו) je jazyk sefardských židů. Další názvy mohou být: djudezmo nebo lengua djudeo-espanyola.

## Historie
Ladino se vyvinulo z nářečí kastilských sefardských židů v 15. století, ve kterém se míchalo kastilské nářečí s hebrejštinou a aramejštinou. Po vyhnání židů ze Španělska roku 1492 a jejich rozptýlení po Osmanské říši se ladino proměnilo v jazyk vyhnaných židů – mluvili jím židé v Malé Asii, na Balkáně, v jižním Rumunsku, v severní Africe, ve východním Středomoří a Izraeli.
Ladino má tyto základní dialekty – jejich pravidla velkou měrou závisí na příměsi jazyků dané lokality:
- jihovýchodní ladino – používáno v Turecku a na Rhodu, přežívá v něm kastilské nářečí;
- severozápadní ladino – používáno v Řecku, Severní Makedonii, Bosně, Srbsku, zachovává nářečí severních sefardů a prvky portugalštiny;
- severoafrické ladino – používáno židy v Maroku a Tunisu, zachovává hodně prvků hebrejštiny.

Během holocaustu bylo zničeno mnoho židovských diaspor, jejichž základní řečí bylo ladino – jednalo se zejména o oblast Balkánu a Soluně, kde ladino téměř zcela vymizelo. Lidé mluvící ladinem v Turecku a Bulharsku se přestěhovali do Izraele, kde však většinou začali mluvit hebrejsky a jejich děti se mluvit ladinem styděly, protože připomínalo jejich přistěhovalectví.

## Ladino dnes
Ladino se dnes nepoužívá jako dříve jakožto primární jazyk sefardských židů a těch, kteří ladino ovládají, ubývá. Užití ladina dnes přechází do oblasti uměleckého vyjádření, divadla, módy a vědeckých studií.
Kneset přijal „zákon povolující kultivovat ladino“, jehož cílem bylo zachování a kultivace dědictví ladina. Na základě tohoto zákona pak začaly vznikat organizace, které měly ladino střežit – mnohé z nich vznikly při univerzitách.

## Příklady

### Číslovky
| Ladino | Česky |
| uno    | jeden |
| dos    | dva   |
| trez   | tři   |
| kuatro | čtyři |
| sinko  | pět   |
| sesh   | šest  |
| siete  | sedm  |
| ocho   | osm   |
| mueve  | devět |
| diez   | deset |

## Vzorový text

### Všeobecná deklarace lidských práv
| ladino | Kada benadam i benadam nase forro i igual en dinyidad i en derechos. Todos son baale razon i konsiensia i deven komportarsen los unos verso los otros kon fraternidad. |
| česky  | Všichni lidé se rodí svobodní a sobě rovní co do důstojnosti a práv. Jsou nadáni rozumem a svědomím a mají spolu jednat v duchu bratrství.                             |